# Urman
Urman (ukrainisch Урмань; russisch Урмань, polnisch Urmań) ist ein Dorf im Westen der ukrainischen Oblast Ternopil mit etwa 650 Einwohnern (2001).

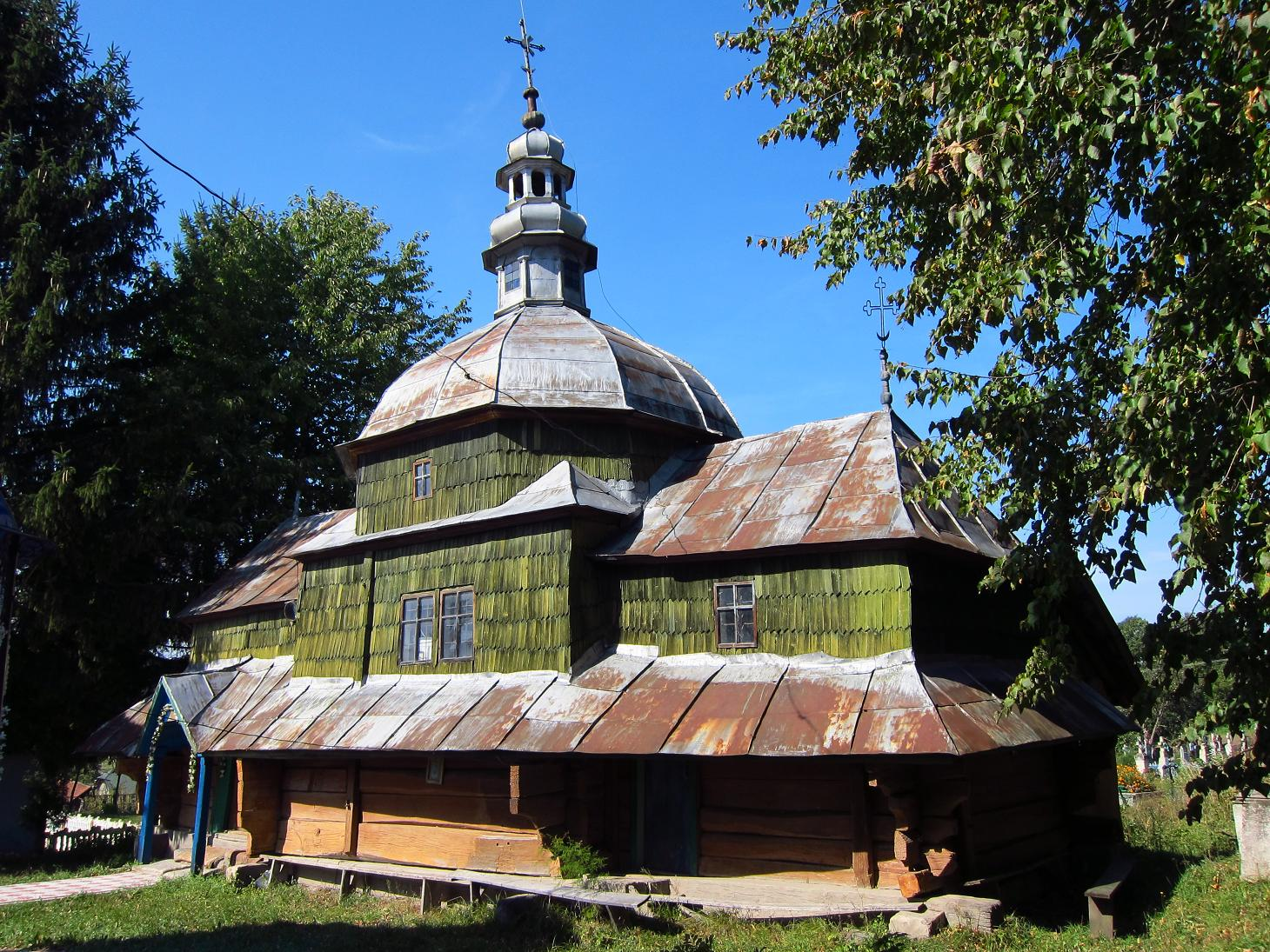
Alte Sankt-Peter-und-Paul-Kirche im Dorf

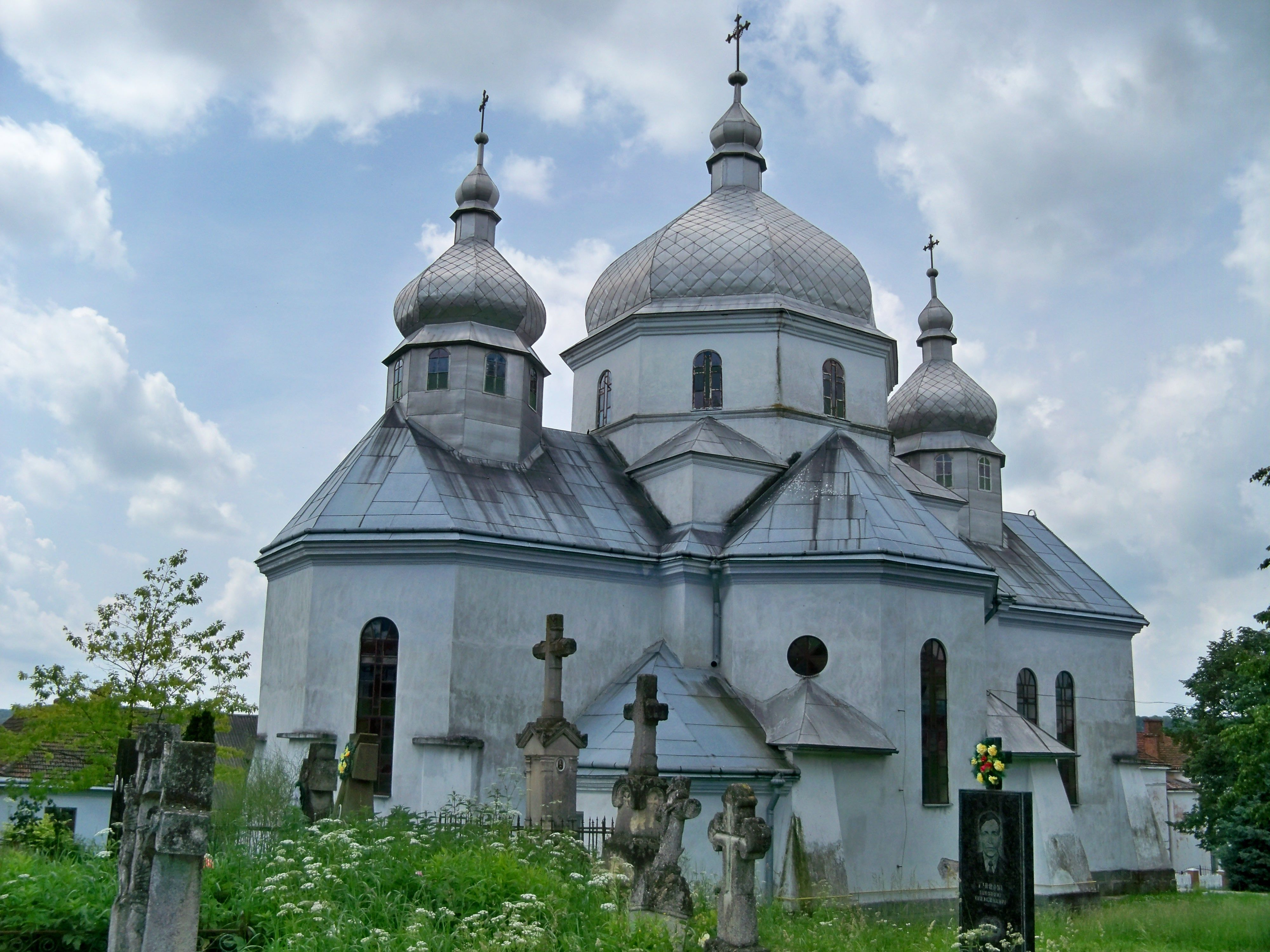
Neue Sankt-Peter-und-Paul-Kirche in Urman

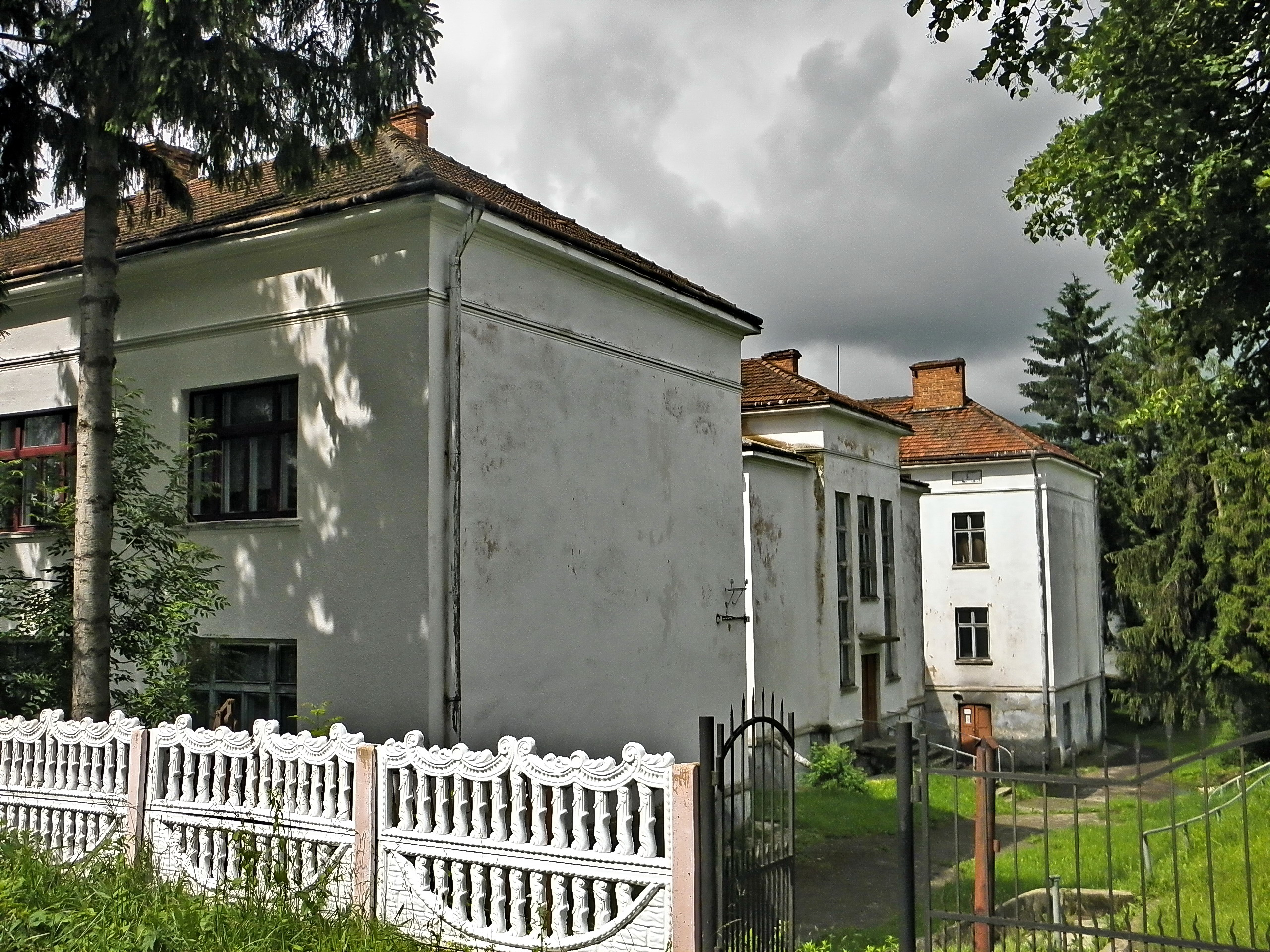
Schule aus österreichischer Zeit

Das erstmals 1385 schriftlich erwähnte Dorf (Eine weitere Quelle nennt das Jahr 1448) liegt im Podolischen Hochland auf einer Höhe von 319 m am Ufer der Östlichen Solota Lypa (Східна Золота Липа), einem 33 km langen, linken Nebenfluss der Solota Lypa, die südlich vom Dorf einen großen See bildet. Urman befindet sich 16 km nördlich vom ehemaligen Rajonzentrum Bereschany und etwa 60 km westlich vom Oblastzentrum Ternopil.
Im Dorf befindet sich die Holzkirche Sankt-Peter-und-Paul von 1688 sowie die gleichnamige Kirche von 1992. Die Holzkirche wurde ursprünglich in Pokutien errichtet und 1777 nach Urman transportiert. Außerdem besitzt das Dorf eine Schule aus dem frühen 20. Jahrhundert.
Am 12. Juni 2020 wurde das Dorf ein Teil der Stadtgemeinde Bereschany im Rajon Bereschany; bis dahin bildete es zusammen mit den Dörfern Krasnopuschtscha (Краснопуща) und Plichiw (Пліхів) die Landratsgemeinde Urman (Урманська сільська рада/Urmanska silska rada) im Norden des Rajons Bereschany.
Am 17. Juli 2020 wurde der Ort Teil des Rajons Ternopil.